# Paraliparis attenuatus
Paraliparis attenuatus är en fiskart som beskrevs av Garman, 1899. Paraliparis attenuatus ingår i släktet Paraliparis och familjen Liparidae. Inga underarter finns listade i Catalogue of Life.